# Anna Keller
Anna Keller (Bazel, 24 januari 1879 - aldaar, 31 augustus 1962) was een Zwitserse lerares, feministe en schrijfster.

## Biografie
Anna Keller werd geboren als dochter van Karl Albert Keller en Anna Katharina Eckenstein. Ze was aanvankelijk lerares in Binningen, Gelterkinden en Bazel, maar volgde later, van 1903 tot 1907, een opleiding aan de Universiteit van Bazel tot lerares middelbaar onderwijs. Vervolgens zou ze lesgeven aan verschillende scholen in de stad. Van 1920 tot 1924 was ze voorzitster van zowel de Bazelse als de Zwitserse vereniging van leraressen. Keller kwam ook op voor de juridisch gelijke behandeling van mannen en vrouwen. Zo hield ze op 24 april 1918 een toespraak voor de algemene vergadering van leraressen met de slagzin 'gelijk werk, gelijk loon'. Ze was medeoprichtster van de vereniging voor vrouwenstemrecht. Ze is tevens bekend als jeugdboekenschrijfster.

## Werken
- (de)  Kindermärchen, 1937.
- (de)  So härzigi Tierli git's, 1943.